# أوراق البتراء البردية

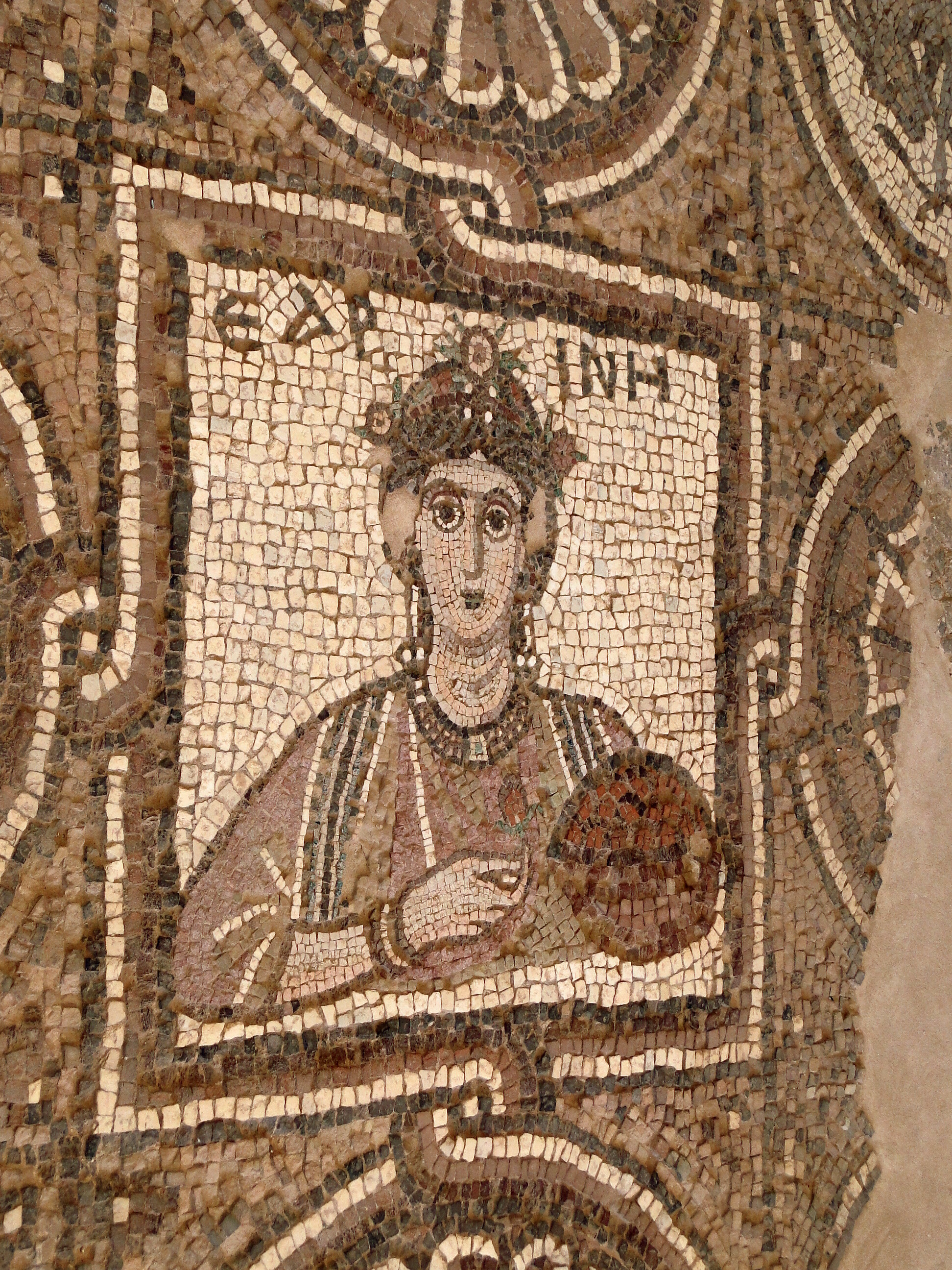
فسيفساء لامرأة على أرضية كنيسة البتراء البيزنطية، وهي موقع اكتشاف أوراق البتراء البردية.

أوراق البتراء البردية والمعروفة أيضًا بأرشيف البتراء، هي مخزونٌ من الوثائق المكتوبة على الورق البردي باللغة الإغريقية العتيقة، ويرجع تاريخها إلی القرن السادس بعد الميلاد، على أنها اكتشفت في الكنيسة البيزنطية في مدينة البتراء (جنوب الأردن حالياً) في عام 1993. يشمل الأرشيف أكثر من 140 ورقة بردية، ولذا تعتبر أكبر مخزونٍ من الوثائق العتيقة المكتشفة في الأردن، وعلاوة على ذلك فهي من أهم الاكتشافات التي حقّقها علم البرديات خارج تراب مصر. وهي تشبه أوراق هيركولانيوم البردية في أنها مجموعة كبيرة من الوثائق غير المصرية، وفي أنها حُفِظَت بضربة حظّ بعد أن كربنتها النيران، وقد تضرَّر معظمها بحيثُ يستحيل فهم ما فيها، على أن بعضها تظهر فيه نصوص واضحة وكاملة.
تُصنَّف أوراق البتراء كنوعٍ من «الأراشيف» لأنها تحتوي مراسلات خاصة بأسرةٍ من الأسر ميسورة الحال، وكان ربّ الأسرة من الطبقة العليا وهو ثيودوروس المشهور الذي خدم شماساً في كنيسة البتراء البيزنطية، ولكن علاقته مع الأشخاص الآخرين المذكورين في الأوراق ليست واضحة دوماً. ومن الغالب أن الأسرة التي امتلكت الوثائق كانوا من ملاك الأراضي الزراعية والسكنية الأثرياء وقد نعموا بالثروة رغم التردي الاقتصادي في البتراء حينذاك، وتناقشُ وثائقهم مختلف شؤون الأسرة من زواج وميراث ومبيعات ومسائل قانونية عامة، ومنها كذلك نزاعات على الملكية وسجلات للضرائب يظهر تطوّرها على مر الحقب الزمنية المختلفة (رومانية وبيزنطية وإسلامية). وهي تمنحُ بذلك نظرة نادرة إلی شؤون عائلة مجهولة على مر أجيال متعددة كما تذكر أسماء نحو 350 شخصاً من خارج الأسرة مذكورةً بصفة شخصية وقانونية، ولذلك توفّر أوراق البتراء البردية دليلاً لعددٍ كبير من أفراد الطبقة الثرية في المنطقة آنذاك.
تُنشر أوراق البردي في سلسلة تحمل اسم "Petra Papyri" (مختصرها: P.Petra)، والتي تعملُ على إعدادها فرق من العلماء من جامعتي هلسنكي وميتشيغان وينشرها المركز الأمريكي للأبحاث الشرقية. نُشرت حتى الآن المجلدات الأولى والثالثة والرابعة، التي تضم حوالي تسعة وأربعين وثيقة. تم نشر P.Petra II في عام 2013.